# Vierge de Covadonga
Pour les articles homonymes, voir Covadonga.

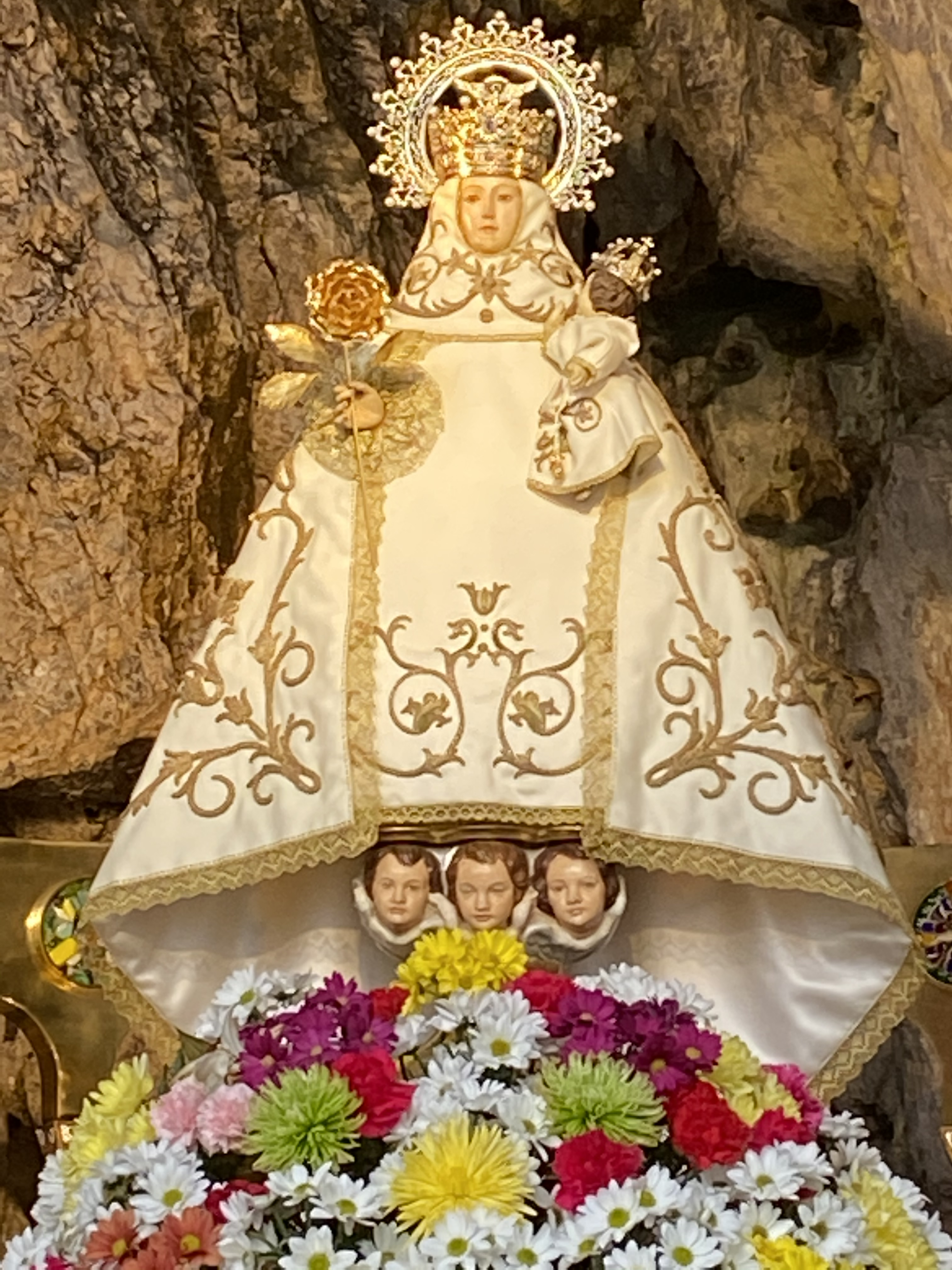
Vue de la Santina en manteau blanc. Elle revêt habituellement un habit rouge.

La Vierge de Covadonga, en espagnol : Virgen de Covadonga ou Nuestra Señora de Covadonga (Notre-Dame de Covadonga), connue populairement sous le nom de la Santina, est une statue de la Vierge Marie que se situe dans la grotte-sanctuaire de Covadonga, sur la commune de Cangas de Onís, dans la Principauté des Asturies, en Espagne. La Vierge de Covadonga est la sainte patronne des Asturies et l'une des sept patronnes des Communautés Autonomes d'Espagne. Elle est célébrée le 8 septembre.

## La statue de la Vierge
La statue primitive disparaît dans un incendie. La statue actuelle date du XVIe siècle, elle est offerte au sanctuaire par la cathédrale d'Oviedo en 1778.
Il s'agit d'une sculpture polychrome recouverte de vêtements et d'un manteau, bien qu'elle ait été conçue à l'origine pour être exposée sans la robe et le manteau, comme en témoignent la peinture présente sur le bois, de couleur bleu-vert et décorée avec des fleurs rouges. Sa cape est rouge bordée d'or, ainsi que la ceinture et le bas de la jupe, taillées dans le bois. Le Vierge tient l'Enfant Jésus dans sa main gauche et dans la droite une rose d'or. Sur sa tête, elle porte une couronne dorée avec des bords incrustés de perles et brillants. De l'arc de cercle que décrit la partie supérieure de la couronne pend une colombe, représentant l'Esprit Saint, entourée d'un cercle de brillants.

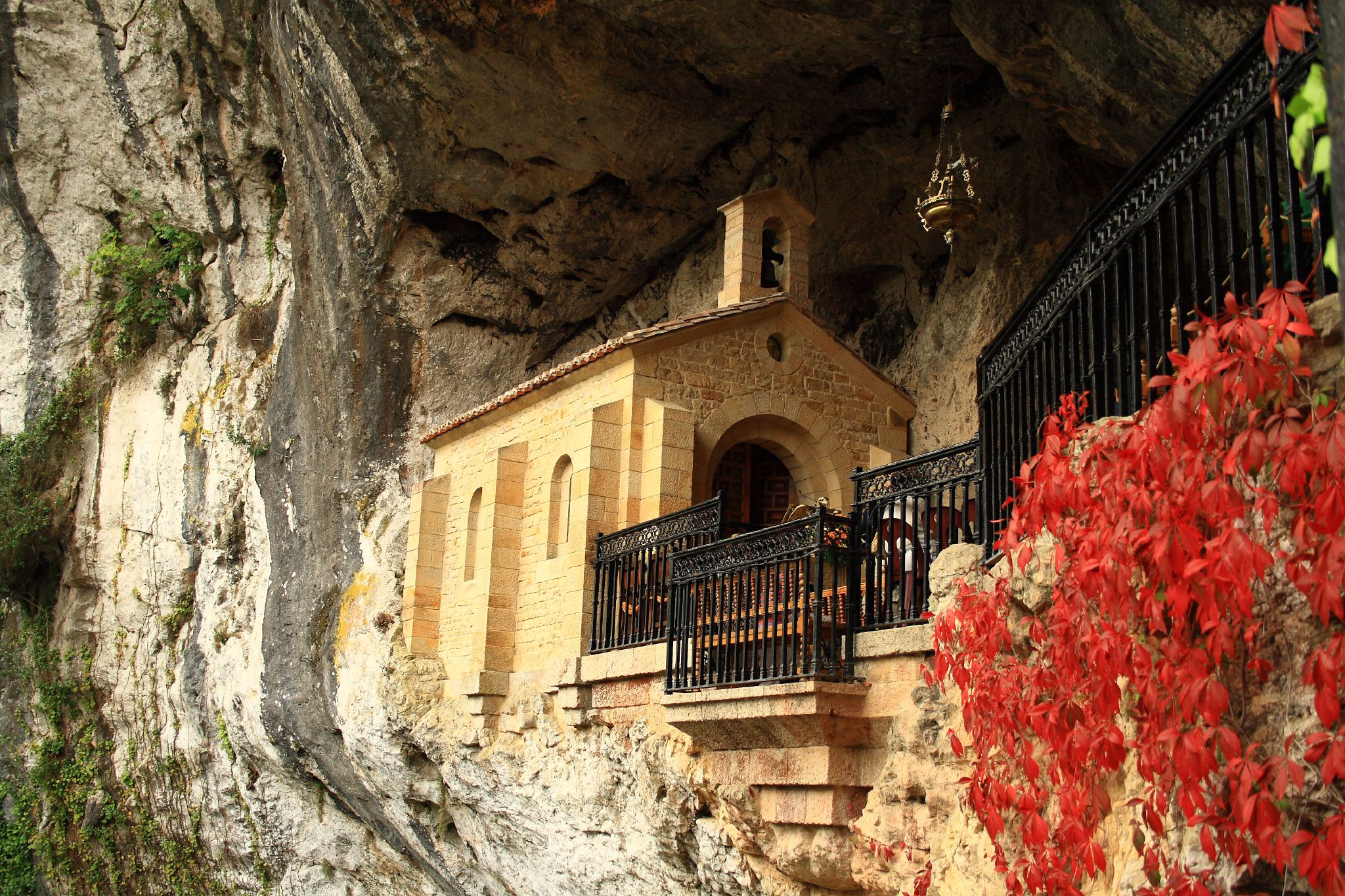
La chapelle de la grotte de Covadonga où est conservée la statue.

L'Enfant Jésus actuel est placé en l'an 1704, dans la main gauche de la Vierge. Au fil du temps, la statue a reçu des soins et une attention régulières. Ainsi, l'ensemble a été peaufiné en 1820, réajusté en 1874. Finalement, la statue est restaurée par l'Institut national de conservation et de restauration de la Direction générale de Beaux-Arts espagnol, en 1971 et en 1986.
La statue actuelle de la Vierge de Covadonga est restée dans la chapelle de la Collégiale de San Fernando de 1778 à 1820, date à laquelle elle est transportée dans la grotte, où une petite chapelle est aménagée pour l'abriter.
Elle est couronnée canoniquement en 1918, pour le bicentenaire de la bataille de Covadonga.

## Vol de la statue

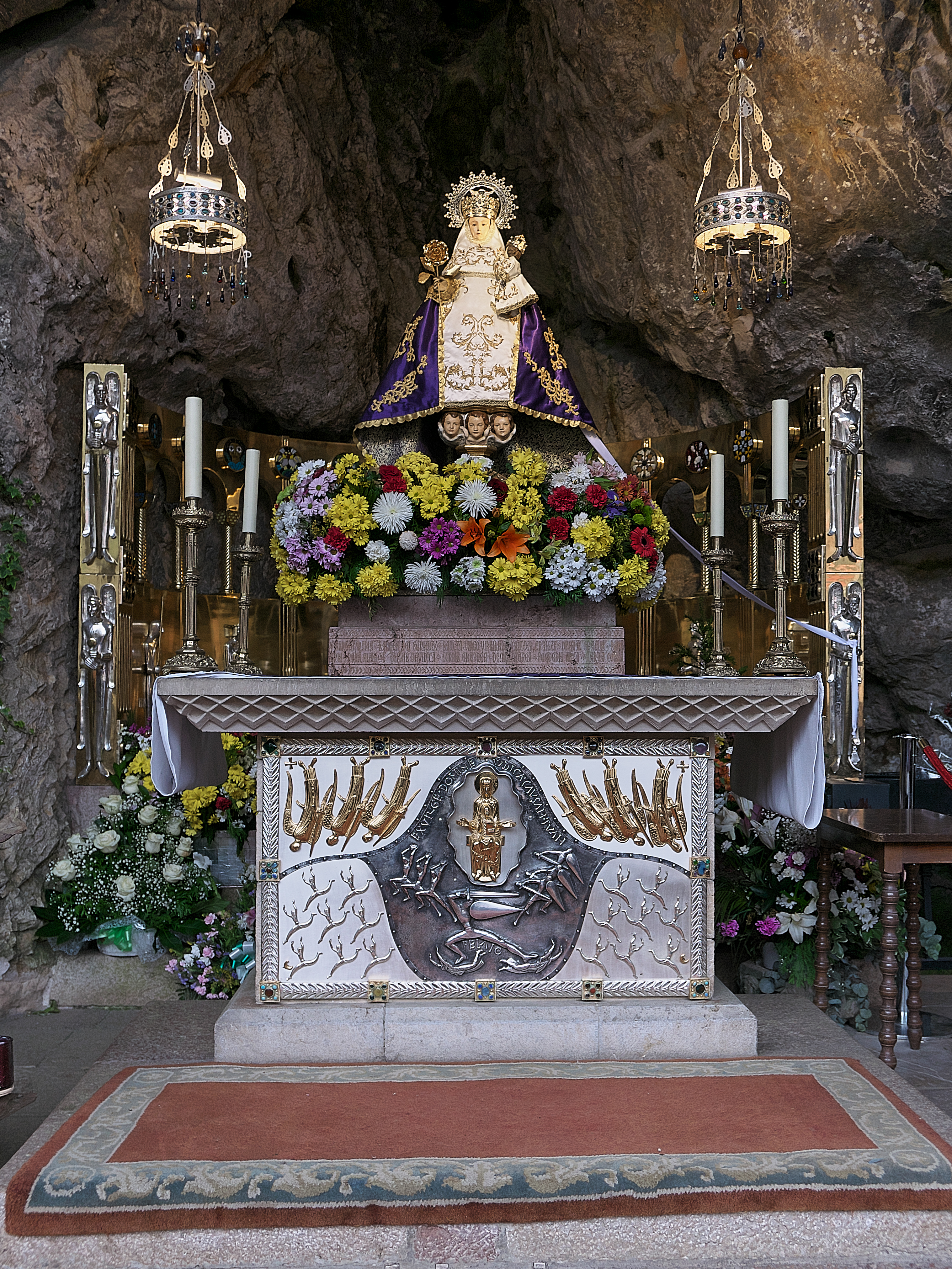
L'autel avec la Vierge de Covadonga.

La statue de la Santina est volée dans la grotte et transportée à Paris en 1939, sans être l'objet de profanation. La guerre d'Espagne  terminée, elle est rapportée à l'Ambassade d'Espagne à Paris par le docteur Don Pedro Abadal, qui avait révélé la présence de la statue à Paris ; ce dernier se charge de transporter la statue, dans sa voiture personnelle, jusqu'à la frontière espagnole.
Le 11 juin 1939, la statue de la Vierge de Covadonga entre triomphalement en Espagne. La ville d'Irun reçoit la statue avec une exaltation de religiosité extrême. Elle suscite le même enthousiasme dans les villes de Saint Sébastien, de Loyola, de Mondragón, de Vitoria-Gasteiz, de Valladolid et de León. Le 13 juin, elle arrive dans les Asturies par la ville de Pajares.
Elle passe neuf jours dans la cathédrale d'Oviedo, avant d'être transportée à Gijón, à Avilés et dans plusieurs villages avant de finalement rejoindre Covadonga et d'être replacée dans le sanctuaire en grande pompe. Elle est reçue dans le « campo del Repelao » par le Cabildo de la Colegiale le 6 août, ce dernier dépose la statue de la Vierge dans la Sainte Grotte de Covadonga à 13 h 30.

## Vénération actuelle
Le 21 août 1989, lors de son voyage pastoral à Saint-Jacques-de-Compostelle et dans les Asturies, dans le cadre des IVe Journées mondiales de la jeunesse, le pape Jean-Paul II visite le sanctuaire de Covadonga, et se recueille devant la statue de la Vierge.

### Sources
- (es) Cet article est partiellement ou en totalité issu de l’article de Wikipédia en espagnol intitulé « Virgen de Covadonga » (voir la liste des auteurs).
- (es) Luis Menéndez Pidal y Álvarez, La Cueva de Covadonga: Santuario de Nuestra Señora la Virgen María, Espasa-Calpe, 1956, 280 pages.
- (es) Javier González Santos, « Nuestra Señora de Covadonga », in AA.VV., Covadonga: Iconografía de una devoción, Covadonga, Gobierno del Principado de Asturias, Arzobispado de Oviedo, 2001, pp. 194-196.